# Sidemia speciosa
Sidemia speciosa är en fjärilsart som beskrevs av Bremer 1864. Sidemia speciosa ingår i släktet Sidemia och familjen nattflyn. Inga underarter finns listade i Catalogue of Life.